# Ё
Ё, ё (название: ё) — буква славянских кириллических алфавитов: 7-я буква русского и белорусского алфавитов и 9-я буква пряшевского русинского алфавита. Используется также в некоторых неславянских алфавитах на основе гражданской кириллицы (например, казахском, киргизском, монгольском, таджикском, чувашском и удмуртском). После согласных означает их мягкость (если это возможно) и звук [о]; в прочих случаях — сочетание [йо]. В русском языке несёт ударение (над ней не ставится знак ударения), в некоторых случаях второстепенное. В редких случаях безударного использования (обычно в заимствованных словах, где может отражать особенности написания в языке-источнике) чаще фонетически тождественна безударным «и», «е», «я», но может быть и просто безударной — пример минерал гёти́т.
В русском языке (то есть в русском письме) буква «ё» используется прежде всего в тех позициях, где произношение [(ј)о] образовалось из [(ј)е], чем и объясняется производная от «е» форма буквы. В русской орфографии наряду с последовательным употреблением буквы «ё» допускается выборочное употребление буквы «ё», при котором в общем случае вместо «ё» пишется «е», а «ё» употребляется только для предупреждения неверного чтения или понимания слова. Орфографии белорусского, русинского и некоторых неславянских языков требуют обязательного последовательного употребления буквы «ё».
В других славянских кириллицах, кроме русского языка, буква «ё» используется только в белорусском (где её написание является обязательным) и русинском языках. В украинской и болгарской письменности для обозначения соответствующих звуков пишут «ьо» после согласных и «йо» в других случаях. В сербской письменности (и построенной на её базе македонской) вообще нет особых букв для гласных йотированных и (или) смягчающих предыдущую согласную, так как для различия слогов с мягкой и твёрдой согласной там применяются не разные гласные буквы, а разные согласные, а Ј (йот) всегда пишется отдельной буквой. В старо- и церковнославянской азбуке аналогичной «ё» буквы нет по причине отсутствия соответствующих сочетаний звуков.
Впервые напечатанная буква «ё» появилась в стихотворении Карамзина «Опытная Соломонова мудрость, или мысли [,] выбранныя изъ Экклезїаста» в слове «слёзы» в 1797 году (Грот, Каверин, Власов).

## Название надстрочного элемента
Официального и общепринятого термина для выносного элемента, присутствующего в букве «ё», нет. Традиционное языкознание и педагогика использовали слово «двоеточие», в последние же сто лет чаще всего обходятся менее формальным выражением «две точки», либо вообще стараются избегать отдельного упоминания этого элемента. Использование иноязычных терминов (умлаут, трема, диерезис или диалитика) применительно к данной ситуации считается некорректным, так как это диакритические знаки и прежде всего обозначают определённую фонетическую функцию, хотя, например, А. А. Реформатский их использовал.

## История

Использование букв iо на месте нынешней ё. «Похищение Прозерпины», Москва, 1795 г.

### Появление звука
В древних славянских языках звук [о] после мягких согласных (к которым относились также шипящие и [ц]) отсутствовал, так как в праславянском языке он в этой позиции изменился в [э].
В XII—XVI веках в русском языке произошло изменение звучания ударной гласной, обозначаемой буквой е: звук [э] изменился в [о] под ударением перед твёрдыми согласными и на конце слова. При этом е сохранилось перед ц (на момент действия закона ц был мягким согласным), перед некоторыми сочетаниями согласных (первый, верх, женский — на момент действия закона также с мягкими согласными); иногда появлялся звук [о] и между мягкими согласными, большей частью по морфологической аналогии (о клёне — по аналогии с клён, клёна…; глагольное окончание -ёте — по аналогии с -ёт, -ём; окончание творительного падежа -ёю/-ёй — по аналогии с -ою/-ой). Церковнославянский язык и церковнославянизмы действию закона не подверглись. Не подверглись также заимствования, пришедшие в русский язык позднее. Звук, обозначавшийся буквой ять, за редкими исключениями не перешёл в [о].

### Передача звука на письме

#### До 1797 года

Журнал «Новые ежемесячные сочинения», ноябрь 1789 года. В местоимении «Её» использован диграф с циркумфлексом

Образовавшееся в русском произношении сочетание звуков [jo] (и [o] после мягких согласных) долгое время считалось просторечным и до XVIII века не выражалось на письме (в некоторых памятниках зафиксировано написание [о] после мягких согласных через о: Семонъ, возмотъ).
Кантемир в рукописи своей сатиры «На хулящих учение» (1729) последовательно использовал ⟨јо⟩ для передачи [jo] и ⟨ьо⟩ для передачи [ʲo]: житьјо, судјою; всьо, земльою; но печатные издания (первое в 1762) не следовали авторской орфографии. В 1735 для них Российским собранием при Академии наук было введено предложенное Татищевым и Тредиаковским обозначение в виде букв IÔ под общей крышечкой, но оно оказалось громоздким и применялось редко. Использовались варианты: знаки о, ьо, їô, iô, ıô, іо́, ио. Против выражения одного звука двумя гласными буквами высказывался Сумароков (1781): «На что подобно все перемѣнять во всіо? а коли iô потребно; такъ писать надобно такъ: Альона. А для чево писать іожъ а не йожъ, етова я и не постигаю: Маіоръ не Майоръ».

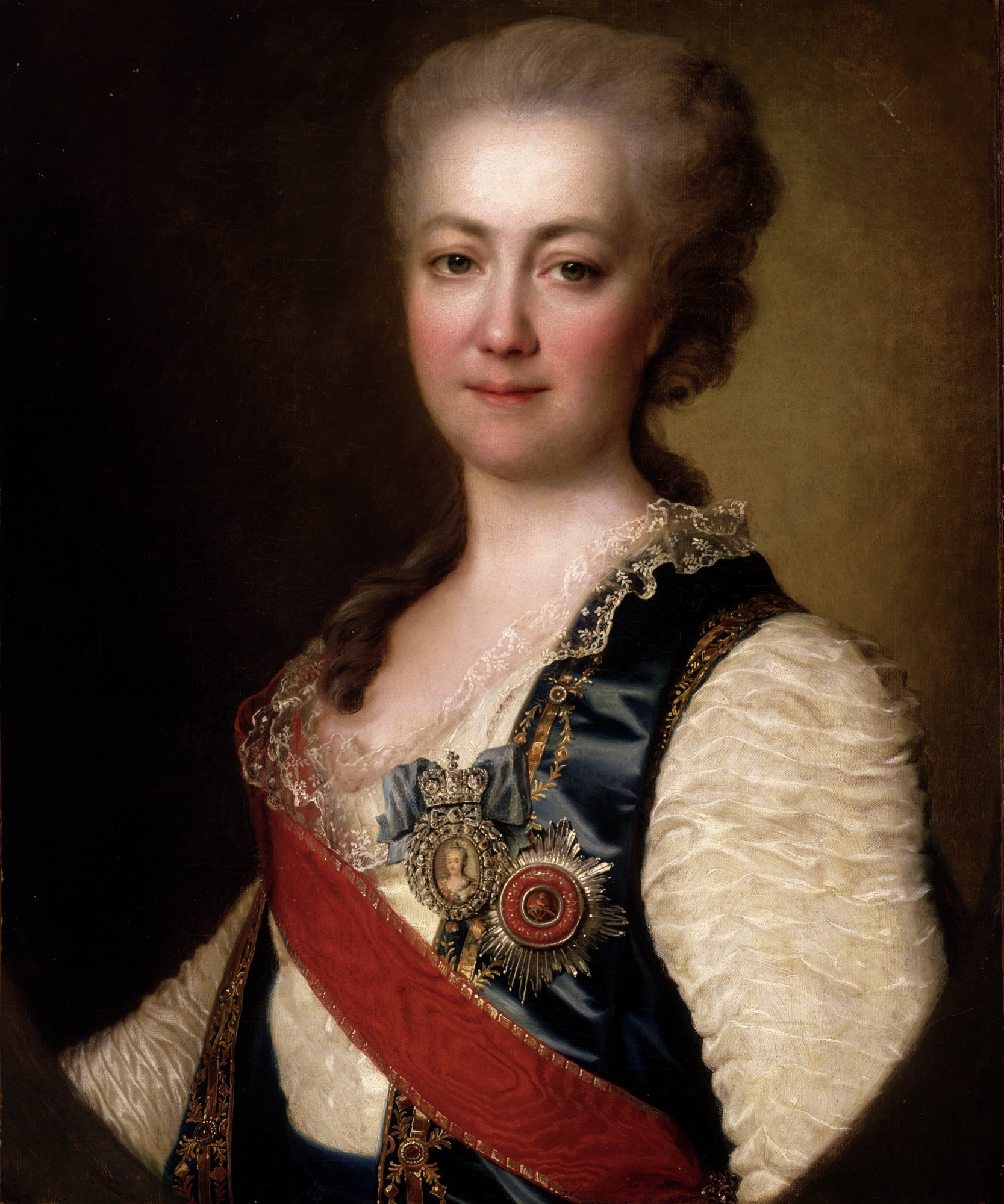
Княгиня Е. Р. Воронцова-Дашкова предложила утвердить диграф «іô» с каморой

В доме директора Петербургской академии наук княгини Екатерины Романовны Дашковой 18 (29) ноября 1783 года состоялось одно из первых заседаний недавно созданной Российской академии. Обсуждался проект полного толкового славяно-российского словаря, знаменитого впоследствии 6-томного «Словаря Академии Российской». В ходе заседания Екатерина Романовна предложила ввести в написание две уже известных в то время буквы — Ґ и диграф «іô» с каморой «для выражения слов и выговоров, с сего согласия начинающихся, как матіорый, іолка, іож, іол», аргументируя так: «выговоры сии уже введены обычаем, которому, когда он не противоречит здравому рассудку, всячески последовать надлежит».
Академия нашла убедительными доводы княгини Дашковой о букве «Ґ» и диграфе «іô» и для окончательного решения направила представление Высокопреосвященству митрополиту Новгородскому и Санкт-Петербургскому Гавриилу (заместителю председателя академии). Использование диграфа «іô» было отвергнуто митрополитом Гавриилом как ошибочное и недопустимое для отображения его на письме:

«о московском нарѣчїи оставлено прежнее положенїе академїи; то есть чтобы не правильной оныхъ выговоръ исправлять правописанїемъ Священнаго Писанія»

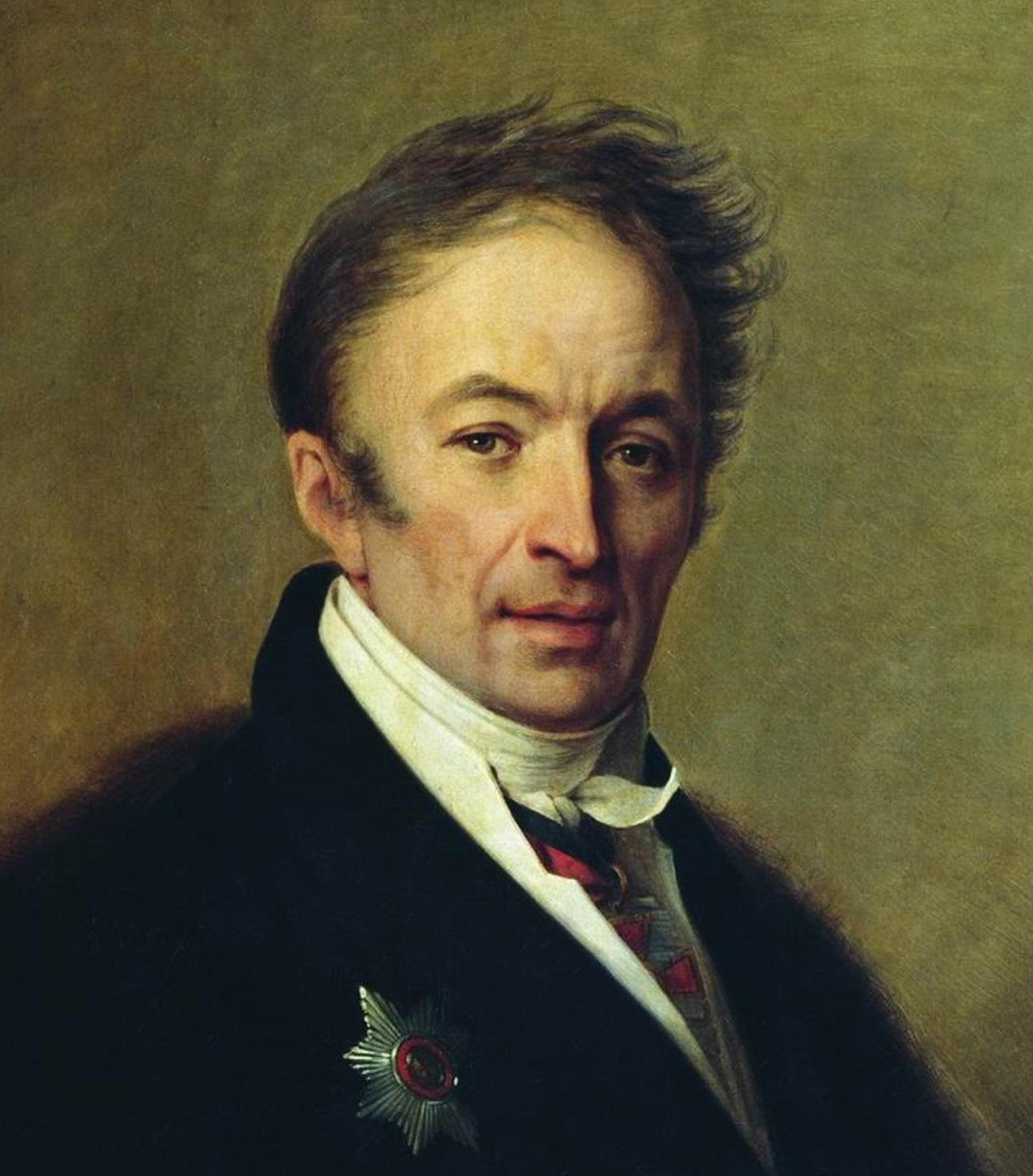
Н. М. Карамзин — создатель «ё»

#### После 1797 года
Академиком Я. К. Гротом было установлено, что букву «ё» в русскую типографскую практику ввёл Н. М. Карамзин, в 1797 году, в издании второй книжки сборника «Аониды, или Собрание разных новых стихотворений». Буква «ё» в этой книге употреблена шесть раз. Первый раз она встречается в стихотворении «Опытная Соломонова мудрость, или мысли [,] выбранныя изъ Экклезїаста», в слове «слёзы», рифмующемся со словом «розы»:
Тамъ бѣдный проливаетъ слёзы,

Въ судѣ невинный осужденъ,

Глупецъ уваженъ и почтенъ;

Злодѣй находитъ въ жизни розы,

Для добрыхъ тернїе растетъ;

Для нихъ унылъ, печаленъ свѣтъ.
Данное нововведение поэт сопроводил следующим примечанием: «Буква е съ двумя точками на верьху замѣняетъ їо̂». Как видим, здесь постановка двух точек над «ё» вызвана желанием Н. М. Карамзина предупредить читателя о том, что для рифмы необходимо прочесть слово слёзы с «о», а не «е» (слезы), как произносились все слова с «е» под ударением в традиционном, книжно-славянском стиле (сравните, например, рифму небесъ — слезъ в другом стихотворении этого сборника). Та же рифма «слёзы — розы» встречается в другом стихотворении Карамзина. Также буква «ё» употреблена в рифмах «плодъ — ждётъ», «само́мъ — нёмъ» (также в стихах Карамзина), «посошкомъ — запоёмъ» (в стихотворении В. В. Измайлова) и в слове «всё» вне рифмы в стихотворении П. А. Пельского.
При этом в научных работах (например, в знаменитой «Истории государства Российского», 1816—1829) Карамзин букву «ё» не использовал.
Буква «ё» присутствует в перепечатке книги И. И. Дмитриева «И мои безделки», датированной на титульном листе 1795 годом (в рифмах «огонёкъ — пенёкъ», «василёчикъ — цветочикъ», в слове «безсмёртна» в начале стиха и несколько раз в слове «всё» в начале и в середине стиха) и в перепечатке первой книги «Аонид», датированной 1796 годом (в рифмах «весною — зарёю», «мотылькомъ — богатырёмъ» и т. д.). В оригинальных изданиях этих книг, датированных теми же годами, на месте «ё» стоит буква «е». По мнению С. В. Власова, в действительности перепечатки сделаны не ранее, а позднее второй книги «Аонид», возможно, в 1801 году.

### Трудности распространения

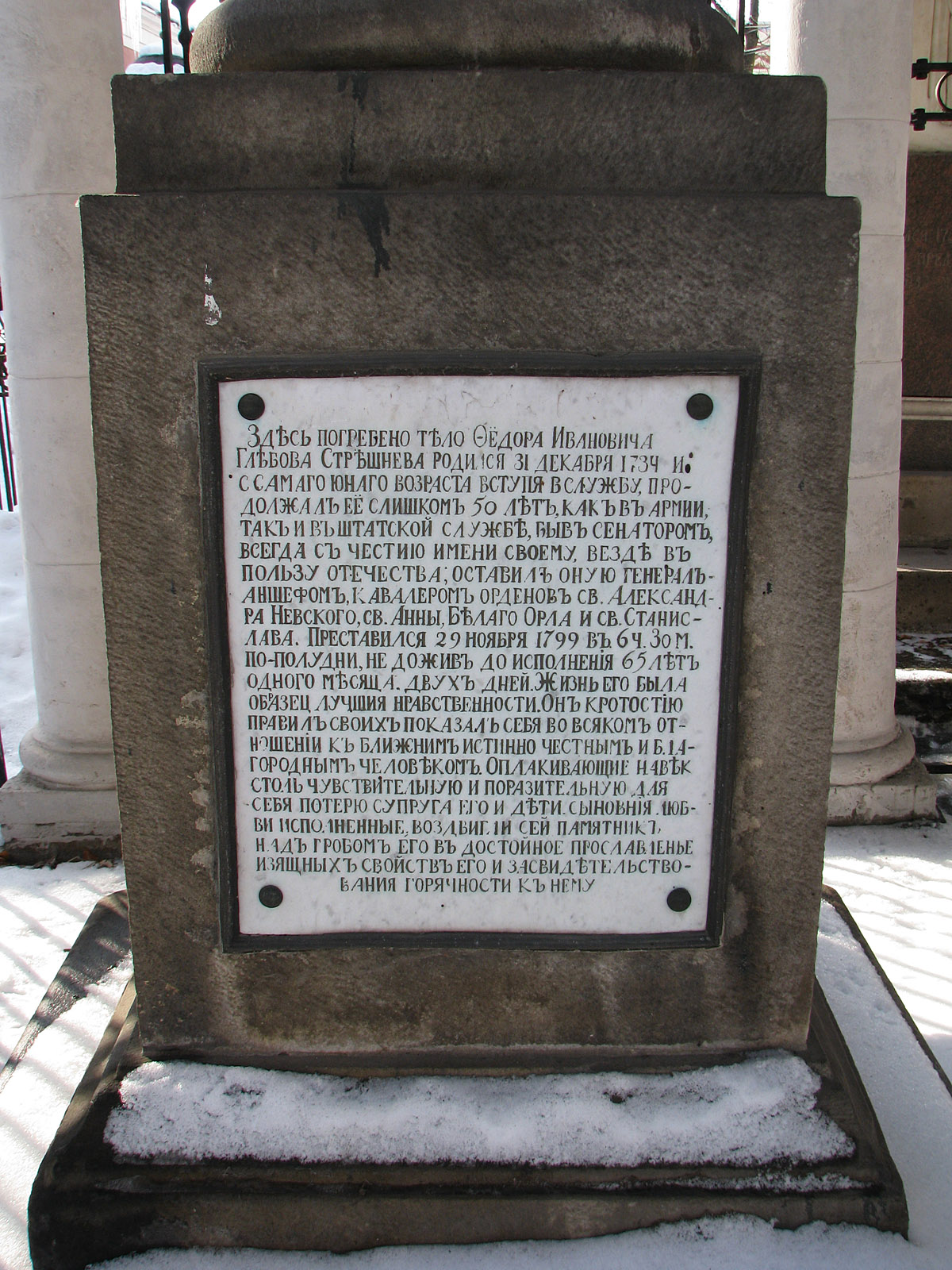
Буква «Ё» присутствует на надгробии 1799 года. Донской монастырь

Хотя литера «ё» была впервые употреблена в 1797 году, отдельной буквой она долгое время не считалась и в азбуку официально не входила. Это характерно для вновь введённых литер: таков же был статус и знака «й», который, в отличие от «ё», был обязателен к употреблению ещё с 1735 года. Академик Я. К. Грот в своём «Русском правописании» отмечал, что эти две буквы «должны бы также занимать место в азбуке», но ещё долго это оставалось лишь благим пожеланием.
Распространению буквы «ё» в XVIII—XIX веках мешало и принятое в то время отношение к «ёкающему» произношению как к мещанскому, речи «подлой черни», тогда как «церковный» «е́кающий» выговор считался более культурным, благородным и интеллигентным. Среди борцов с «ёканьем» были такие столпы классицизма, как А. П. Сумароков и В. К. Тредиаковский. Появление в письменном обиходе новой буквы вызвало отпор со стороны консервативной «Беседы любителей русского слова». К примеру, президент Академии Российской А. С. Шишков упрекал филолога Добровского после выхода в 1820 году его новой книги:

Многія слова въ ней напечатаны съ двумя точками надъ буквою е, какъ то живёшь, лжёшь, льёшь, поёшь, и проч. Хотя и дѣйствительно всѣ такъ говорятъ, то есть произносятъ букву е какъ іо̂ или ё, но сіе произношеніе есть простонародное, никогда правописанію и чистотѣ языка несвойственное. Выдумка сія, чтобъ ставить надъ буквою е двѣ точки, вошла въ новѣйшія времена къ совершенной порчѣ языка. Она до того распространилась, что пишутъ даже звёзды, гнёзды, лжёшь, и проч., когда иначе не пишется и даже говорящими чисто не говорится, как гнѣзда, звѣзда, лжешь, или въ просторѣчіи лжошь, но никогда лжёшь, чего и произнести невозможно. Нигдѣ въ рускихъ книгахъ (кромѣ нѣкоторыхъ нынѣшнихъ), ни въ какомъ писателѣ прежнемъ, не найдемъ мы сего новопроявившагося ё.
В 1831 году А. Х. Востоков писал:

2 Для изображенія звука іо̂, слышимаго въ просторѣчіи вмѣсто е, введено начертаніе ё; но употребленіе сего начертанія не одобряется просвѣщеннѣйшими судіями языка, будучи признаваемо излишнимъ тамъ, гдѣ можно писать е, напр. ежъ, ледъ, хотя бы и произносили іо̂жъ, ліо̂дъ, точно такъ какъ пишутъ о, произнося а: огонь, вода, а не агонь, вада (см. § 169). Если и допустить сію букву ё въ иностранныхъ словахъ для изображенія Французскаго eu, напр. Актёръ, Acteur, то оная не должна быть смѣшиваема въ употребленіи съ буквами іо̂, іо или ьо выражающими jo или yo иностранныхъ словъ, напр Суліоты, медальонъ (а не Суліёты, Медальёнъ).
Декрет за подписью советского наркома просвещения А. В. Луначарского, опубликованный (без даты) 23 декабря 1917 (5 января 1918 года) и вводивший как обязательную реформированную орфографию, среди прочего, гласил: «Признать желательным, но необязательным употребление буквы „ё“». При повторной публикации декрета 10 октября 1918 года пункт о букве «ё» был снят.
Формально, буквы «ё» и «й» вошли в алфавит (и получили порядковые номера) только в советское время (если не считать «Новой азбуки» Льва Толстого (1875), в которой буква «ё» стояла на 31-м месте, между ятем и «э»). 24 декабря 1942 года приказом народного комиссара просвещения РСФСР В. П. Потёмкина было введено обязательное употребление буквы «ё» в школьной практике, и с этого времени (иногда, впрочем, упоминают о 1943 или даже о 1956 годе, когда были впервые опубликованы нормативные правила орфографии) она официально считается входящей в русский алфавит.
Существует легенда, что на популяризацию буквы «ё» оказал влияние Иосиф Сталин. Согласно ей, 6 декабря 1942 года Сталину на подпись принесли приказ, в котором фамилии нескольких генералов были напечатаны с буквой «е», а не «ё». Сталин пришёл в ярость, и на следующий день во всех статьях газеты «Правда» вдруг появилась буква «ё». По другой версии, причиной было то, что немецкие военные карты, на которых произношение «ё» всегда передавалось через jo, оказывались точнее советских.
Последующие лет десять художественная и научная литература выходила с практически сплошным использованием буквы «ё», но ещё при жизни Сталина издатели вернулись к прошлой практике употребления её только в случае крайней необходимости. В 15-м томе Большой советской энциклопедии, вышедшем в 1952 году, констатировалась необязательность употребления буквы «ё».

### Сторонники и противники

#### Сторонники
Среди современных литераторов, которые публикуют или публиковали свои тексты с обязательным использованием буквы «ё», — А. И. Солженицын, С. В. Логинов, М. В. Погарский.
Сторонниками этой буквы в разное время были и являются такие известные лингвисты, как Д. Н. Ушаков, Л. В. Щерба, А. А. Реформатский, Д. И. Ермолович.
После реформы 1917 г. русский алфавит состоит из 33 букв (считая букву «ё», которая до конца не узаконена, но является необходимой для правильного отображения в письме русского языка, что прекрасно понимали филологи ещё в XVIII в., предлагая ввести букву іо, впоследствии заменённую Карамзиным знаком «ё»).А. А. Реформатский, «Введение в языковедение»
Российский министр культуры А. С. Соколов в интервью также высказался за использование буквы «ё» в письменной речи.

#### Противники
Против последовательного употребления буквы «ё» высказывался эстонский филолог Роман Лейбов.

## Вариации на тему «ё»

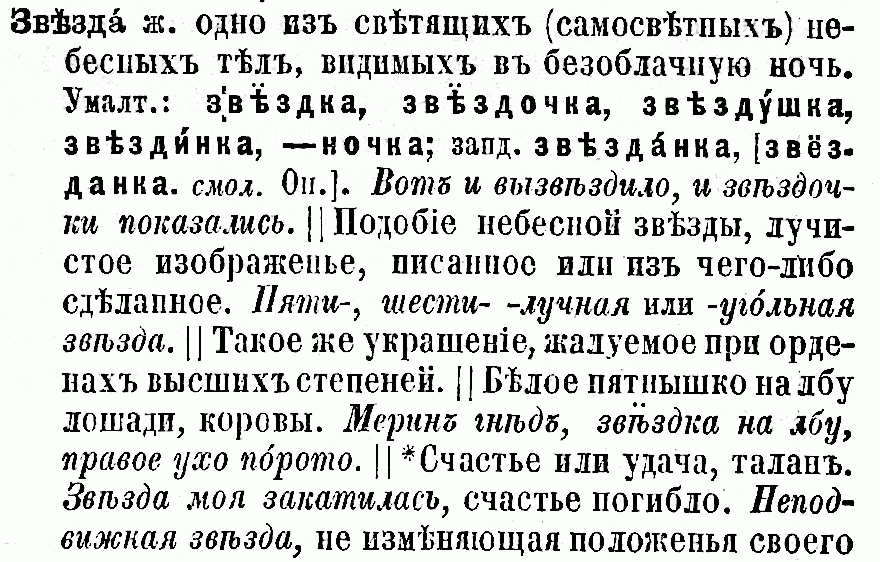
Знак «ять с двумя точками» в словаре Даля

В конце XIX — начале XX вв. предпринималась попытка ввести в русскую письменность ещё одну букву: соответствующую французскому eu и немецкому ö, но не йотированную и не смягчающую предыдущие согласные (написания Гёте, Рёнтгенъ казались недостаточно верными, так как русская «ё» подразумевает сильное смягчение; а Эженъ, Эзель примерно столь же неадекватными, как и Ёженъ, Ёзель). Для неё предлагалось начертание в виде э с двумя точками (ӭ), и этот знак действительно использовался в дореволюционной печати при передаче иностранных имён и названий, наряду с «ё» в русских словах. Иногда в этом же значении употреблялась просто немецкая литера ö, в настоящее время литера такого же начертания используется в кириллической письменности горно-алтайских и некоторых финно-угорских языков.
В тех немногих случаях, когда «ёкающее» произношение образовалось на месте буквы ять, написание через «ё» по старой орфографии было невозможным: очевидна орфографическая ошибка; использование же ятя с ударением (в словарном тексте) подчёркивало неверное произношение (звѣ́зды). Из этой сложной ситуации интересный выход нашла редакция 3-го (посмертного, переделанного) издания словаря Даля: издатели попросту поставили точки над ятем.

## Правила употребления буквы «ё»

### Законы и постановления

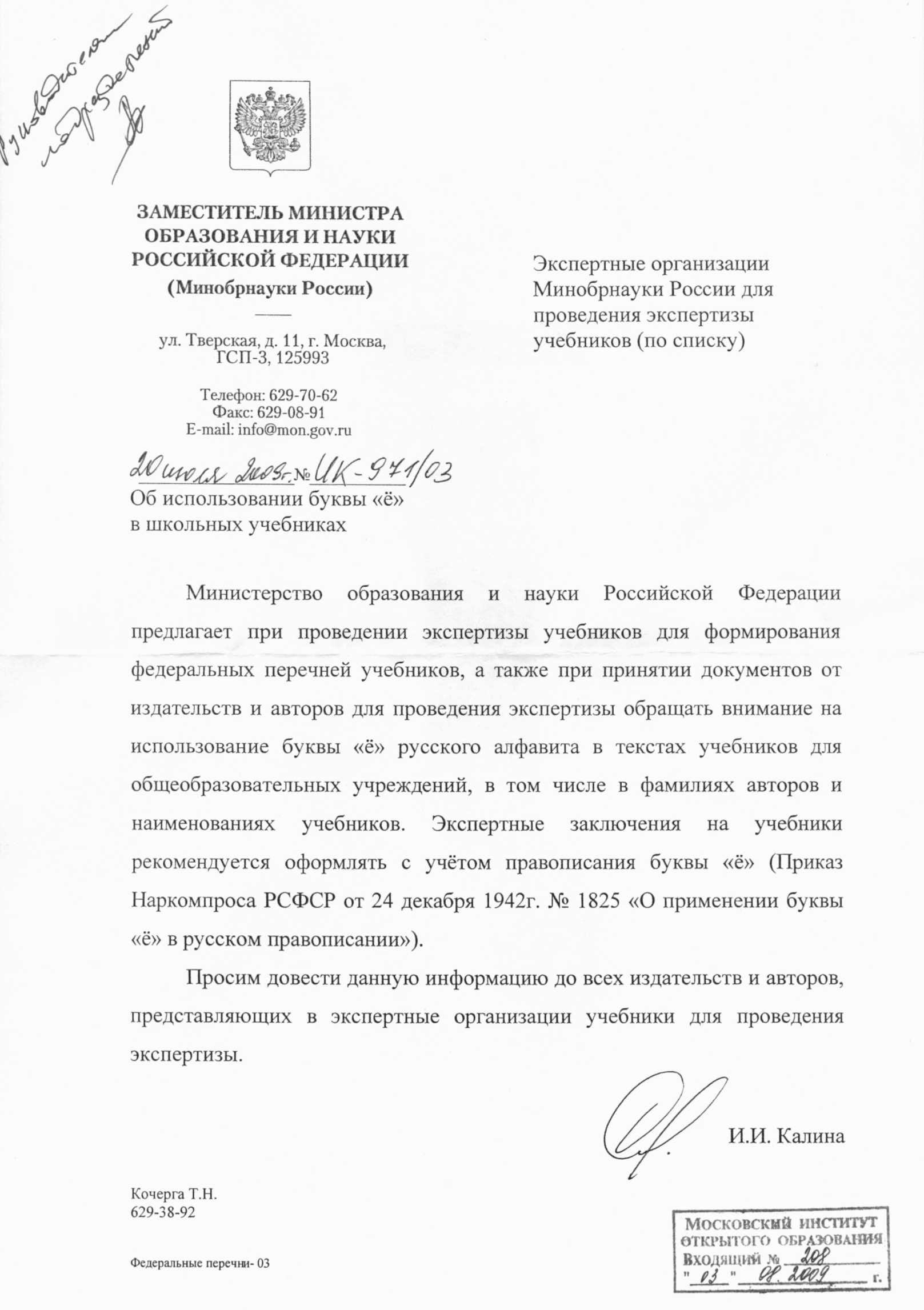
Письмо Минобрнауки РФ от 20.07.2009 № ИК-971/03, рекомендующее употреблять букву «ё» в учебниках

24 декабря 1942 года приказом № 1825 народного комиссара просвещения РСФСР В. П. Потёмкина было введено обязательное употребление буквы «ё». Согласно легенде, изданию приказа предшествовала история, когда Сталин грубо обошёлся с управделами Совнаркома Яковом Чадаевым за то, что тот 5 (или 6) декабря 1942 года принёс ему на подпись постановление, в котором фамилии нескольких генералов были напечатаны без буквы «ё». Чадаев оповестил редактора «Правды» о желании вождя видеть и в печати «ё». И уже в номере за 7 декабря 1942 года во всех статьях вдруг появляется эта буква. На первой полосе справа от названия газеты читаем: «Рабочие, колхозники, советская интеллигенция! Самоотверженным трудом усиливайте помощь фронту! Свято выполняйте свой гражданский долг перед родиной и её доблестными защитниками на фронте!»
В соответствии с ч. 3 ст. 1 ФЗ от 01.06.2005 г. № 53-ФЗ «О государственном языке Российской Федерации», порядок утверждения норм современного русского литературного языка, при его использовании в качестве государственного языка Российской Федерации, правил русской орфографии и пунктуации, определяется Правительством Российской Федерации.
Постановлением Правительства РФ от 23.11.2006 г. № 714 «О порядке утверждения норм современного русского литературного языка при его использовании в качестве государственного языка РФ, правил русской орфографии и пунктуации» установлено, что Министерство образования и науки РФ утверждает на основании рекомендаций Межведомственной комиссии по русскому языку список грамматик, словарей и справочников, содержащий нормы современного русского литературного языка при его использовании в качестве государственного языка РФ, а также правила русской орфографии и пунктуации.
В соответствии с Письмом Министерства образования и науки РФ от 03.05.2007 г. № АФ-159/03 «О решениях Межведомственной комиссии по русскому языку» предписывается обязательно писать букву «ё» в случаях, когда возможно неправильное прочтение слова, например, в именах собственных, поскольку игнорирование буквы «ё» в этом случае является нарушением ФЗ «О государственном языке Российской Федерации».
Согласно действующим правилам русской орфографии и пунктуации, в обычных печатных текстах буква «ё» употребляется выборочно. Однако по желанию автора или редактора любая книга может быть напечатана последовательно с буквой «ё».

### Мнение филологов
Справочно-информационный портал «Русский язык», созданный по рекомендации Комиссии «Русский язык в СМИ» Совета по русскому языку при Правительстве Российской Федерации, в разделе «Азбучные истины» рекомендует выборочное употребление «ё»:

Азбучная истина № 7. Употребление буквы ё обязательно в текстах с последовательно поставленными знаками ударения, в книгах для детей младшего возраста (в том числе учебниках для школьников младших классов), в учебниках для иностранцев. В обычных печатных текстах ё пишется в тех случаях, когда возможно неправильное прочтение слова, когда надо указать правильное произношение редкого слова или предупредить речевую ошибку. Букву ё следует также писать в собственных именах. В остальных случаях употребление ё факультативно, то есть необязательно.
— Грамота.ру

## Звуковое содержание буквы
Буква «ё» употребляется:
- для передачи ударного гласного [o] и одновременно для указания на мягкость предшествующего согласного: гребёнка, овёс, молодёжь, ползём, лёжа, мёд, днём, пёс, брёл, всё, тётя, Фёдор (после г, к, х это возможно только в заимствованиях: Гёте, Кёльн, Хёглунд, ликёр, не считая единственного собственно русского слова ткёшь, ткёт, ткём, ткёте с производными, а также образованного в русском языке от заимствования слова паникёр);
- для передачи ударного [o] после шипящих: жжём, чёрт, шёлк, щёлкать (в этой позиции выбор между написаниями через «ё» или через «о» задаётся достаточно сложной системой правил и списков слов-исключений);
- для передачи сочетания [j] и ударного [o]:
  - в начале слова: ёлка, ёж, ёмкость;
  - после гласных: заём, её, остриё, боёк, куёт, плюём;
  - после согласных (отделяется разделительным знаком): вьёт, бельё, объём.

В русских словах «ё» возможно только под ударением (хотя бы побочным: трёхместный, четырёхэтажный, лёссовидный); если же при словоизменении или словообразовании ударение уходит на другой слог, то «ё» заменяется на «е» (мёд — на меду́ — медо́вый, берёт — вы́берет, о чём — не́ о чем (но: ни о чём)). Исключение составляют диалекты русского языка (северорусское наречие, ряд окающих среднерусских говоров), в которых широко распространено заударное и предударное ёканье — произношение гласного [о] после мягких согласных в безударном положении, которое на письме обозначается буквой «ё» (напр., вы́[н’о]с = вы́нёс, [с’о]ло́ = сёло́, о́[з’о]ро = о́зёро, ц[в’от]у́т = цвёту́т и т. п.).
В заимствованиях, наряду с буквой «ё», в том же звуковом значении могут использоваться сочетания ьо после согласных (бульон) и йо в иных случаях (майор, йог). Кроме того, в заимствованиях может встречаться «ё» в безударной позиции (Пе́тёфи, сёгу́н).

### Соотношение букв «е» и «ё»

Памятник букве «ё» в Ульяновске

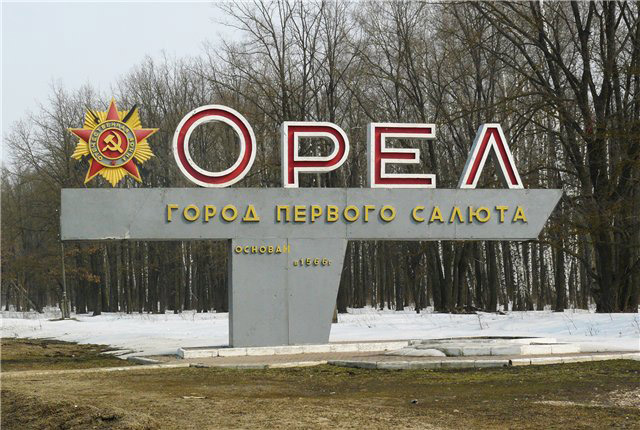
Слово с буквой «ё», написанное через букву «е»

Согласно § 10 «Правил русской орфографии и пунктуации», официально действующих с 1956 года, «буква „ё“ пишется в следующих случаях»:

1. Когда необходимо предупредить неверное чтение и понимание слова, например: узнаём в отличие от узнаем; всё в отличие от все; вёдро в отличие от ведро; совершённый (причастие) в отличие от совершенный (прилагательное) и т. п.
2. Когда надо указать произношение малоизвестного слова, например: река Олёкма.
3. В специальных текстах: букварях, школьных учебниках русского языка, учебниках орфоэпии и т. п., а также в словарях для указания места ударения и правильного произношения.

Примечание. В иноязычных словах в начале слов и после гласных вместо буквы ё пишется йо, например; йод, йот, район, майор.

Более подробную регламентацию даёт новая редакция этих правил (опубликована в 2006 году, одобрена Орфографической комиссией РАН), § 5:

Употребление буквы ё может быть последовательным и выборочным.
Последовательное употребление буквы ё обязательно в следующих разновидностях печатных текстов:
а) в текстах с последовательно поставленными знаками ударения;
б) в книгах, адресованных детям младшего возраста;
в) в учебных текстах для школьников младших классов и иностранцев, изучающих русский язык.

Примечание 1. Последовательное употребление ё принято для иллюстративной части настоящих правил.
Примечание 2. По желанию автора или редактора любая книга может быть напечатана последовательно с буквой ё.
Примечание 3. В словарях слова с буквой ё размещаются в общем алфавите с буквой е, напр.: еле, елейный, ёлка, еловый, елозить, ёлочка, ёлочный, ель; веселеть, веселить(ся), весёлость, весёлый, веселье.

В обычных печатных текстах буква ё употребляется выборочно. Рекомендуется употреблять её в следующих случаях.
1. Для предупреждения неправильного опознания слова, напр.: всё, нёбо, лётом, совершённый (в отличие соответственно от слов все, небо, летом, совершенный), в том числе для указания на место ударения в слове, напр.: вёдро, узнаём (в отличие от ведро́, узна́ем).
2. Для указания правильного произношения слова — либо редкого, недостаточно хорошо известного, либо имеющего распространённое неправильное произношение, напр.: гёзы, сёрфинг, флёр, твёрже, щёлочка, в том числе для указания правильного ударения, напр.: побасёнка, приведённый, унесённый, осуждённый, новорождённый, филёр.
3. В собственных именах — фамилиях, географических названиях, напр.: Конёнков, Неёлова, Катрин Денёв, Шрёдингер, Дежнёв, Кошелёв, Чебышёв, Вёшенская, Олёкма.

### «Ё», «йо» и «ьо» в заимствованиях и передаче иноязычных собственных имён
Буква «ё» часто используется для передачи звуков [œ] и [ø] (например, обозначаемых буквой «ö») в иностранных словах и именах (подробнее см. ниже).
В заимствованных словах для записи сочетания фонем /jo/ обычно используются буквосочетания «йо» или «ьо»:
- «йо» пишется в начале слов («йод», «йота», «йогурт», «Йорк», «йога» и др.) или после гласных («койот», «район», «майор», «мейоз» и др.); до 1956 года употреблялось также написание «ио» («іо» в дореформенной орфографии); в настоящее время написание «иод» сохраняется в химической номенклатуре;
- «ьо» пишется после согласных, заодно смягчая их («батальон», «бульон», «миньон», «сеньор», «гильотина», «павильон», «шампиньон», «компаньон», «фьорд» и др.) — как правило, на месте после палатализованных [l] и [n] в романских языках; в дореформенной орфографии употреблялись также варианты: «іо», «ьйо».

В последние десятилетия, однако, распространяется использование в этой роли буквы «ё». Оно уже является нормативным элементом систем (транслитерационного толка) передачи имён и названий с некоторых азиатских языков (например, системы Концевича для корейского языка и системы Поливанова для японского языка): Ким Ён Нам, Ёсихито, Сёгун.
В заимствованиях из европейских языков передача звуков [jo] буквой «ё» редка: до XX в. существовало всего два примера — «курьёзный» (от фр. curieux) и «серьёзный» (от фр. sérieux). Чаще она встречается в словах из скандинавских языков (ётун, Ёрмунганд), но обычно существует параллельно с традиционной передачей через «йо» (Йормунганд) и часто считается[кем?] ненормативной.
«Ё» в заимствованиях часто оказывается безударным и в такой позиции по произношению не отличается от букв «и», «е» или «я» (сёгуна́т, Э́рдёш и т. п.), тем самым теряя свою фонетическую функцию и порой превращаясь не более чем в указание на произношение в языке-источнике.

### «Ё» в правилах транскрипции с некоторых европейских языков
- Английский: по правилам ё не используется, в том числе и буквосочетания er, ur, ir после согласных передаются как ер: Burns → Бернс, Bird → Берд. Однако достаточно распространено и написание с ё: Pearl Harbor → Пёрл-Харбор[49], вместо Перл-Харбор, и т. п.; в частности, такое написание используется для некоторых имён и названий в Большой советской энциклопедии.
- Болгарский: через ё передаётся сочетание ьо, а также иногда (в некоторых случаях после гласных) йо: Жельо → Желё, Змейово → Змеёво (но Панайот → Панайот).
- Венгерский: ё используется только в следующих случаях:
  - ö и ő после согласных: Öttömös → Эттёмёш, Mezőörs → Мезёэрш, Hejőbába → Хеёбаба, Gömböc → Гёмбёц.
  - o и ó после gy, ny, ty: Gyoma → Дьёма.
- Датский: ё используется только для передачи буквы ø после согласных: Jørgen → Йёрген, Nørgaard → Нёргор.
- Испанский: через ё передаётся только буквосочетание yo, и то не во всех случаях: Yoel → Ёэль (при более распространённом Йоэль), но Pelayo → Пелайо.
- Итальянский: ё не используется.
- Немецкий: ё используется только после согласных в передаче буквы ö и заменяющего её сочетания oe: Böhmke (Boehmke) → Бёмке. Однако в ряде имён собственных немецкого происхождения буква ö исторически передаётся буквой е (а соответствующий ей звук — звуком э), например:
  - Göring → Геринг
  - Goebbels → Геббельс
  - Röntgen → Рентген
  - Roerich → Рерих
  - Goeben → Гебен
- Нидерландский: ё используется только в передаче следующих буквосочетаний:
  - eu после согласных: Beunke → Бёнке;
  - ui после согласных: Kruissink → Крёйссинк.
- Норвежский: то же, что в датском.
- Польский: ё используется в следующих случаях:
  - ią → ён или ём (перед b и p);
  - io → ё;
  - ją после гласных → ён или ём (в начале слова вместо ё тут будет йо, а после согласных ьо);
  - jo после гласных → ё (в начале слова йо, а после согласных ьо);
  - lą → лён или лём;
  - lo → лё.
- Португальский: ё не используется (сочетания nho and lho передаются как нью и лью). В бразильском варианте португальского языка сочетания nho и lho передаются как ньо и льо.
- Румынский: ё не используется.
- Сербский: ё используется только в љо → лё и њо → нё.
- Словацкий: через ё передаются:
  - буквы o и ó после мягких согласных ď, ľ, ň и ť;
  - сочетание jo не в начале слова (там через йо).
- Украинский: через ё передаются сочетания йо и ьо (эти же сочетания используются для передачи русского ё в украинском).
- Финский: буквой ё передаются (кроме начала слова) ö и öö; в начале слова через э.
- Французский: ё используется только в передаче следующих буквосочетаний:
  - eu после согласных: Babeuf → Бабёф;
  - ieu (→ ьё или иё, в зависимости от произношения): Montesquieu → Монтескьё; однако некоторые источники рекомендуют передавать -ieu как -ье;
  - œ и œu после согласных: Sacré-Cœur → Сакре-Кёр (но chef-d'œuvre → шедевр);
  - u в un, um после согласных и к тому же не перед гласными; однако некоторые источники рекомендуют передавать -um/-un как -эн.
- Хорватский: ё используется только в ljo → лё и njo → нё.
- Чешский: через ё передаются:
  - буквы o и ó после мягких согласных ď, ň и ť;
  - сочетание jo не в начале слова (там через йо).
- Шведский: ё используется только для передачи буквы ö после согласных: Öström → Эстрём. Однако в фамилии Ангстрем (Ångström) и в происходящем от неё названии единицы длины ангстрем ö традиционно передаётся буквой е (а соответствующий ей звук — звуком э).

### «Ё» в правилах транскрипции с некоторых восточных языков
- Корейский: ё используется для передачи дифтонгических сочетаний двух гласных с й: ㅛ (yo) и ㅕ (yŏ): Корё (Koryŏ — 고려), Хёндэ (현대), исключение: Пхеньян (вместо Пхёнъян) (Pyongyang — 평양).
- Японский: ё используется для передачи слога yo (кана よ / ヨ): Ёкота (横田), Ёритомо (頼朝), Ёситоси (吉俊), Ёсицунэ за исключением некоторых имён собственных: Токио, Иокогама, Киото, Тойота (тж. Тоёта), Йоко (тж. Ёко) и др. (при этом использование ё вместо йо в большинстве подобных случаев, за исключением исторически укоренившихся географических названий, ошибкой не считается). В географических названиях буква «ё» в начале слова не используется: Йокосука, Йонедзава, Йоккаити и т. п.

### «Ё» в правилах транскрипции с алтайских, кавказских и уральских языков
Буква ё используется для передачи звуков [ɶ] и [ø], присутствующих в ряде тюркских, монгольских, тунгусо-маньчжурских, кавказских и уральских языков. Например, Ытык-Кюёль (якут. Ытык-Күөл). При транскрипции с языков, пользующихся кириллическим письмом или латиницей, ё обычно заменяет буквы ө, ӧ, ӫ и диграф оь. Однако в транскрипции с некоторых языков этот звук передаётся буквой о (каз. Ақкөл — Акколь).

## Последствия необязательного употребления буквы «ё»
Медленное (и так до конца не состоявшееся) вхождение буквы «ё» в жизнь объясняется её неудобной для быстрого письма формой, противоречащей главному принципу скорописи: слитному (без отрыва пера от бумаги) начертанию, а также техническими трудностями издательских технологий докомпьютерного времени. Кроме того, у людей, имеющих фамилии или имена с буквой «ё», часто возникают трудности, порой непреодолимые, при оформлении различных документов из-за безответственного отношения к написанию данной буквы одних работников и формалистского отношения других. Традиционная необязательность употребления привела к ошибочным прочтениям, которые постепенно становились общепринятыми. Они затронули всё: и огромную массу личных имён, и множество имён нарицательных.
Постоянную неоднозначность вызывают такие написанные без ё слова как: всё, желёзка, передохнём, лён, посажённый, совершённый, лётом, нёбо, узнаём, солитёр, признаётся и другие. Распространяется ошибочное (без ё) произношение и смещение ударения в таких словах как новорождённый и других.

### Изменение написания имён

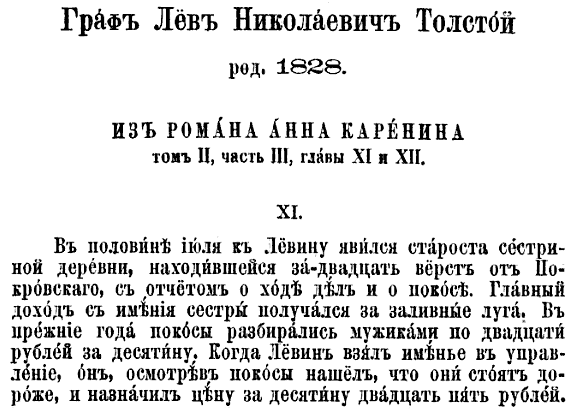
Прижизненное издание с последовательным употреблением буквы ё, отражающее традиционное (старомосковское) произношение имени Л. Н. Толстого (Лёв) и фамилии персонажа «Анны Карениной» (Лёвин) — «Русская христоматия с русско-чешско-сербским словоуказателем» под редакцией П. А. Лаврова и В. Н. Щепкина (1894)

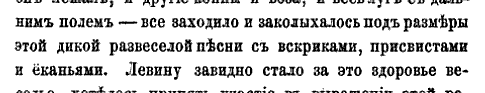
Первое издание «Анны Карениной» (1878) с выборочным употреблением буквы ё и написанием фамилии персонажа как «Левин»

Буква «ё» исчезла из написания фамилий:
- физика Рентгена (нем. Wilhelm Conrad Röntgen)[56];
- физика Андерса Йонаса Ангстрема (швед. Anders Jonas Ångström), а также единицы длины ангстрем, названной в его честь;
- микробиолога и химика Луи Пастера (фр. Pasteur);
- художника и философа Н. К. Рериха[К 11];
- нацистских руководителей Геббельса (нем. Goebbels) и Геринга (нем. Göring);
- математика П. Л. Чебышева (с изменением места ударения: Че́бышев вместо правильного Чебышёв)[К 12];
- дворянина Лёвина[57][58][59][60][61][62][63][64], персонажа романа Л. Н. Толстого «Анна Каренина».

Аналогичные изменения произошли с именем Толстого Лёв — старой русской формой церковнославянского имени Лев: только так, в соответствии со старомосковской речевой традицией, произносил это имя сам писатель; так же называли Толстого члены его семьи, близкие друзья и многочисленные знакомые — от потомственного аристократа В. Г. Черткова до яснополянских крестьян. Произношение через [о] имени Лёв и образованной от него (или от его уменьшительной формы) фамилии Лёвин отражено в тексте глав XI и XII третьей части второго тома «Анны Карениной», опубликованных в «Русской христоматии с русско-чешско-сербским словоуказателем» под редакцией известных российских филологов-славистов П. А. Лаврова и В. Н. Щепкина (1894), письмах А. А. Фета и И. С. Аксакова, ряде прижизненных и посмертных переводов произведений Толстого (Lyof, Lyoff; см. иллюстрации ниже). В публикациях, не имеющих академического или учебного характера, имя Толстого и фамилия его персонажа, в силу окказиональности употребления графемы ё, традиционно передаются через е: ср. ёканьями (ситуативно обусловленное фонетическое написание) — но: все заходило, Левину, развеселой, тяжелое во втором абзаце 12-й главы третьей части «Анны Карениной» в первом прижизненном (1878) издании романа.
Шведское слово «фрекен» (например, фрекен Бок из детской книги «Малыш и Карлсон, который живёт на крыше») по-шведски пишется fröken, и в других произведениях передано как «фрёкен», например фрёкен Снорк из серии книг «Муми-тролли» и фрёкен Юлия из одноимённой пьесы.

### Изменение написания географических названий и имён
- В советское время широкое распространение получило неправильное[источник не указан 3023 дня] произношение названия города Кёнигсберга (в том числе, в известном фильме «Семнадцать мгновений весны»).
- Пхеньян первоначально должен был быть записан как Пхёнъян (평양) (ср. английское: Pyongyang) по системе Концевича, где гласная «ㅕ» должна транскрибироваться как «ё», как это сделано с Хёндэ (현대).
- Станция Московского метрополитена Планерная со дня открытия и до 1990-х годов на записях автоинформаторов объявлялась как «Планёрная», однако позднее укоренилась нынешняя форма названия с ударением на первом слоге, хотя официально станция никогда не переименовывалась.

### Запись русских слов латиницей
При передаче русских имён и названий латиницей буквы «е» и «ё», вообще говоря, должны различаться, однако часто их смешивают, записывая безразлично через латинское «e». В частности, фамилии «Хрущёв», «Горбачёв» и «Королёв» чаще всего по-английски передают как Khrus(h)chev, Gorbachev и Korolev, в то время как правильно Khrushchyov (Hruščëv, Hruŝëv), Gorbachyov (Gorbačëv), Korolyov (Korolëv) и т. п., в зависимости от применяемого способа транслитерации.

### Превращение «е» в «ё»
Неоднозначность привела к тому, что иногда букву «ё» употребляют на письме (и соответственно читают ['о]) в словах, где она не нужна. Например, «афёра» вместо «афера», «гренадёр» вместо «гренадер», «бытиё» вместо «бытие», «опёка» вместо «опека» и пр. Иногда такое неправильное написание и произношение становится общепринятым. Так, чемпион мира по шахматам, известный многим как Александр Алёхин, на самом деле был Алехиным и очень возмущался, когда его фамилию писали и произносили неправильно. Его фамилия — дворянского рода Алехиных, а не производная от фамильярного варианта имени Алексей — «Алёха».
В тех местах, где должно быть е, а не ё, рекомендуется ставить ударение для предупреждения неправильного опознания слова (все́, бере́т) или ошибочного произношения (афе́ра, гренаде́р, дебе́лый, Кре́з, Оле́ша).
Написание без «ё» стало причиной того, что в 1920—1930-е годы возникло много произносительных ошибок в тех словах, которые люди усваивали не из устной речи, а из книг и газет: шофёр, молодёжь (в данных словах вместо «ё» произносили «е», передвигая ударение: мо́лодежь, шо́фер).

### Орфоэпия: появление новых вариантов
Из-за необязательности употребления буквы «ё» в русском языке появились слова, которые допустимо писать как с буквой «ё», так и с «е», и произносить соответствующим образом. Например, блёклый и блеклый, манёвр и маневр, жёлчь и желчь и другие.
Варианты постоянно возникают в языке под действием противоречивых аналогий. Например, у слова надсекший существуют варианты произношения с е/ё из-за двойной мотивации: надсечь/надсёк. Использование или неиспользование буквы «ё» тут роли не играет. Но при естественном развитии литературный язык всегда стремится изжить варианты: или один из них становится нелитературным, неправильным (из[д’э]вка, голо[л’о]дица), или произносительные варианты приобретают разные значения (ис[т’э]кший — ис[т’о]кший).
Большинство произносит «пла́нер», а не «планёр», так как в русском языке сложились следующие тенденции: в названиях машин, механизмов, различных устройств предпочтительно ударение на первом слоге, а точнее — предпоследнем, то есть три́ер, гли́ссер, та́нкер, пла́нер, а в обозначении действующего лица — на последнем: гондолье́р, гренаде́р, офице́р, камерге́р, тамплие́р (иногда под ударением при этом возникает ё: шофёр, вахтёр, комбайнёр). Однако эти тенденции не абсолютны: так, ма́стер, бухга́лтер, ста́йер и спри́нтер сохранили ударения на предпоследнем слоге, а транспортёр, трамблёр, электролизёр, тренажёр — на последнем.
Иногда считается, что отсутствие последовательного употребления буквы «ё» является скорее искусственным фактором, чем естественным. И этот фактор замедляет естественное развитие языка, порождая и поддерживая существование не обусловленных внутриязыковыми причинами произносительных вариантов.

### Усложнение чтения
Действующие Правила не обязывают писать букву «ё» там, где контекст этого не требует. Пишущий самостоятельно должен определять ширину требуемого контекста, однако под действием тенденции экономии мыслительных усилий происходит неизбежное перекладывание всего семантического анализа на читающего. В результате значительными тиражами печатаются тексты, при чтении которых взгляд «спотыкается», и читатель вынужден возвращаться к началу фразы:

— Андрей, что задано, скажи?

Ах, повторяем падежи?

Все снова, по порядку?

Ну ладно, трубку подержи,

Я поищу тетрадку.
— Агния Барто, «Почему телефон занят?»
В этом фрагменте нелегко определить, нужно ли читать «все» или «всё», ещё и по той причине, что в данном случае система письма не предусматривает знака, облегчающего выбор звука [э] при чтении. Действующие правила рекомендуют в сомнительных случаях использовать букву «ё» для обозначения [о]. Но для обозначения [э] нет знака, который указывал бы, что это именно [э], а не [о]. Возможно использование для этой цели знака ударения.
Ещё одним примером, демонстрирующим невозможность однозначного понимания смысла при смешении букв е и ё, служит реплика интервьюируемого в статье «Выпьем и снова нальем»:

— Я сам не пью вообще. А по своему обширному опыту общения с ровесниками могу с полной уверенностью заявить, что и пиво и водку молодежь пьет в огромных количествах. Пить стали не меньше, а больше. Притом пьют все, абсолютно все. К примеру, мои друзья пьют так называемый ерш. Это водка с пивом. Как тут посчитать, чего меньше, а чего больше.
— Константин Раевский, студент МГСУ, 17 лет
Другой читатель «Известий» так откликнулся на эту реплику:

Фразу можно прочитать по-разному, и от этого смысл её меняется. Можно её понимать так, как написано в газете: «Притом пьют все, абсолютно все». То есть автор высказывания подчёркивает повальное пьянство молодёжи — от ботаников-очкариков до забубённой шпаны. Можно эту фразу читать как: «Притом пьют всё, абсолютно всё». И тогда получается, что лишь некоторая часть молодёжи злоупотребляет. Но принимает при этом внутрь всякую дрянь без разбора, будь то политура или одеколон «Тройной». Если же предложение прочитать: «Притом пьют всё, абсолютно все», то тогда дело совсем плохо. Потому что в этом случае, по мысли г-на Раевского, всякую дрянь пьёт вся молодёжь любого пола и возраста. Акцент он делает на качестве напитков, поставив слово «всё» на первое место. Ну а если имеется в виду прочтение: «Притом пьют все, абсолютно всё», то тогда наше внимание акцентируют уже на массовости молодёжного пьянства. Все четыре варианта прочтения имеют право на жизнь. Если, конечно, справедлива версия «Известий», что в русском алфавите «е» = «ё»… Так что же всё-таки хотел сказать ваш респондент?
— Вадим Сологуб

## Последствия обязательного употребления буквы «ё»

### Возможное усложнение либо упрощение чтения
Дизайнер Артемий Лебедев считает, что её сплошное употребление мешает чтению, так как глаз «спотыкается» о надстрочный знак, однако это утверждение не подтверждено данными исследований.
По мнению других, именно символы, выходящие за пределы строки, помогают читать, так как человек воспринимает не отдельные буквы, а рисунок слова в целом. Согласные с такой позицией считают, что будь буква «ё» используемой повсеместно, средняя скорость чтения возросла бы, так как в русском письме (особенно после орфографической реформы 1917—1918 годов) мало символов, выходящих за пределы строки и делающих рисунок слова более узнаваемым. В этом смысле только восемь строчных букв, не считая «ё», «помогают» чтению: «б», «д», «й», «р», «у», «ф», «ц» и «щ», причём большинство из них очень редки, тогда как в латинском алфавите букв с выступающими элементами половина: 13 из 26 (b, d, f, g, h, i, j, k, l, p, q, t, y), и содержатся они чуть ли не в каждом слове.

### Нарушение единообразия письменного облика морфем
Многие видят проблему в том, что нарушается фонематический принцип русского письма — «одну фонему обозначать одной буквой» (в терминологии Ленинградской фонологической школы принцип следует называть морфонематическим). Пример:
- в формах слов ключ — ключи мы в ударной и в безударной позиции пишем одну и ту же букву ю;
- лис — лиса — одну и ту же букву и.

Писать же букву ё и в ударных, и в безударных формах (например, слёза — слёзы) означало бы коренное изменение исторически сложившегося употребления буквы ё только в ударной позиции. В безударной позиции она начнёт притягивать к себе ударение, и фонетический облик слов будет неизбежно искажаться.
Проблему можно решить, если писать в одной и той же части слова без ударения е, а под ударением — ё. В русском письме сложилась уже целая система чередующихся гласных в корнях глаголов: кормит — перекармливает, спросит — переспрашивает; а также закономерные чередования согласных (зайцы — зайчик, пироги — пирожок); в тысячах слов в одной и той же морфеме в позиции наилучшего различения звуков пишется то одна буква, то другая. Несколько тысяч слов с чередованием ё/е ослабят, конечно, ещё в какой-то степени фонематический принцип записи. Но это чередование объективно существует в языке, и отсутствие отображения его на письме (как это происходит сейчас) наносит фонематическому принципу более существенный вред.

### Издание текстов XVII—XIX веков
«Очень нелегко (а в ряде случаев и невозможно) было бы решить вопрос о написании „ё“ или „е“ при издании текстов многих авторов XVII—XIX вв.»
В прошлом под влиянием церковнославянского языка произношение Е на месте Ё являлось нормой для поэзии и высоких литературных стилей. В результате рекомендации употреблять букву «ё» иногда приводят к обратному ошибочному эффекту. Например, в начале басни Ивана Андреевича Крылова «Лебедь, Щука и Рак» в учебнике для 2-го класса «Родная речь» (М., 2004) напечатано: «не пойдёт», хотя в таком произношении слово не рифмуется со словом «нет»: «Когда в товарищах согласья нет — / На лад их дело не пойде́т».
Если «историческая» проблема е/ё не решается при написании текста, её решение откладывается до момента чтения. Читатель не может просто пропускать и вообще никак не произносить сомнительное слово. Ему каждый раз приходится делать выбор. Если специалист (редактор, издатель) не может решить вопрос о написании е/ё в старых текстах, то ещё сложнее правильно решать такой вопрос массовому читателю.

### Бюрократия
В расчётной сети Центрального банка Российской Федерации буква «ё» была запрещена в текстовых полях до 15 мая 2009 года.
В СМИ регулярно появляются сообщения о случаях, когда ошибки в употреблении «е» или «ё» приводили к бюрократическим казусам.

## «Ё» и вычислительная техника

### Сортировка
При упорядочении по алфавиту «е» и «ё» считаются одной и той же буквой; если же два слова отличаются только в позиции буквы «е»/«ё», то слово с «е» ставится первым. Однако при компьютерной реализации этот алгоритм требует от программистов некоторых дополнительных усилий, вследствие чего взамен порой используют методы попроще, но не вполне корректные; в результате слова на букву «ё» могут оказаться в самом конце или в самом начале алфавита, или же «ё» оказывается хотя и на своём алфавитном месте, но в статусе полностью самостоятельной буквы (то есть слова на «ё-» идут после всех слов на «е-», слова на «лё-» — после всех слов на «ле-», и т. п.). Это происходит из-за того, что символ «ё» находится отдельно от (и после) всех остальных русских букв в расширенной таблице ASCII.

### Автоматическая проверка орфографии
Буква «ё» поддерживается модулем проверки орфографии «ОРФО» компании «Информатик», встроенным, в частности, в популярный текстовый редактор Microsoft Word (ранние версии не поддерживали букву «ё» при проверке орфографии).
Также «ё» поддерживается в свободно распространяемом офисном пакете LibreOffice и дополнительном словаре проверки русской орфографии для Mozilla Thunderbird.
Для UNIX-подобных операционных систем Александром Лебедевым разработан специальный словарь с поддержкой буквы «Ё». Есть страница пакета в Debian и ALT Linux. Он и используется в вышеупомянутых программах, а также во всех программах KDE.
Для полуавтоматической замены в текстах «е» на «ё» применяются специально разработанные программы, известные как «ёфика́торы».
В систему проверки орфографии интернет-браузера Google Chrome добавлены слова с буквой «ё», однако система эта крайне малоэффективна и не распознаёт многие правильно написанные слова, содержащие букву «ё».

### Таблица кодов

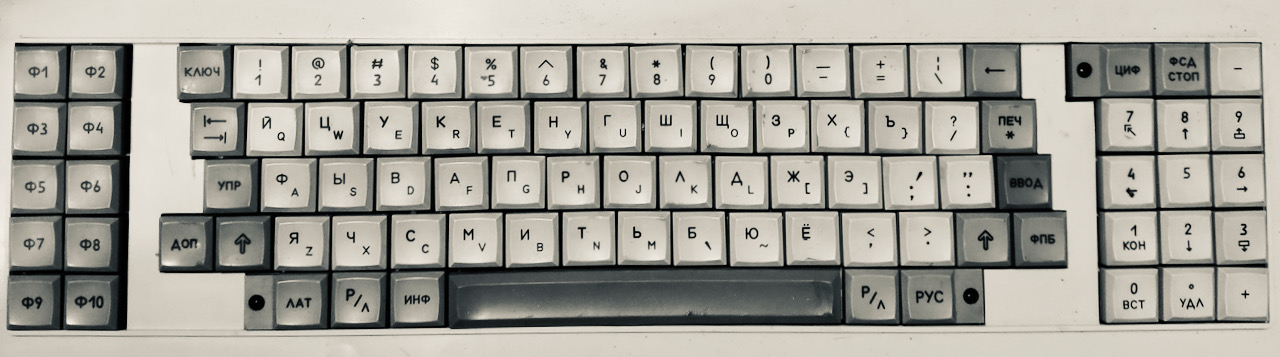
Раскладка советской клавиатуры для компьютеров ЕС1841

| Кодировка                                       | Регистр   | Десятичный код      | 16-ричный код | Восьмеричный код          | Двоичный код                        |
| ----------------------------------------------- | --------- | ------------------- | ------------- | ------------------------- | ----------------------------------- |
| Основная кодировка ГОСТ, Альтернативная (CP866) | Прописная | 240                 | F0            | 360                       | 11110000                            |
| Основная кодировка ГОСТ, Альтернативная (CP866) | Строчная  | 241                 | F1            | 361                       | 11110001                            |
| Юникод (монолитный)                             | Прописная | 1025                | 0401          | 002001                    | 00000100 00000001                   |
| Юникод (монолитный)                             | Строчная  | 1105                | 0451          | 002121                    | 00000100 01010001                   |
| Юникод (разложение)                             | Прописная | 68485896 (1045 776) | 0415 0308     | 00405201410 (02025 01410) | 00000100 00010101 00000011 00001000 |
| Юникод (разложение)                             | Строчная  | 70583048 (1077 776) | 0435 0308     | 00415201410 (02065 01410) | 00000100 00110101 00000011 00001000 |
| ISO 8859-5                                      | Прописная | 161                 | A1            | 241                       | 10100001                            |
| ISO 8859-5                                      | Строчная  | 241                 | F1            | 361                       | 11110001                            |
| КОИ-8                                           | Прописная | 179                 | B3            | 263                       | 10110011                            |
| КОИ-8                                           | Строчная  | 163                 | A3            | 243                       | 10100011                            |
| Windows-1251                                    | Прописная | 168                 | A8            | 250                       | 10101000                            |
| Windows-1251                                    | Строчная  | 184                 | B8            | 270                       | 10111000                            |
| MacCyrillic                                     | Прописная | 221                 | DD            | 335                       | 11011101                            |
| MacCyrillic                                     | Строчная  | 222                 | DE            | 336                       | 11011110                            |
| HTML                                            | Прописная | &#1025;             | &#x401;       | —                         | —                                   |
| HTML                                            | Строчная  | &#1105;             | &#x451;       | —                         | —                                   |

### Раскладка клавиатуры

Раскладка клавиатуры для русского языка по умолчанию в компьютерах с ОС Windows

Альтернативная раскладка для русского языка, приближенная к пишущим машинкам. В ОС Microsoft Windows называется «Русская (машинопись)» (англ. «Russian (Typewriter)»

На большинстве пишущих машинок вплоть до середины 1950-х годов не было буквы «ё» на клавиатуре вообще. Для её написания приходилось прибегать к трём нажатиям вместо одного. Набирали эту букву «составным методом» из буквы е, нажатия клавиш «забой» и кавычек. Учитывая сложившуюся практику подачи рукописей в машинописном виде, это не могло не повлиять на распространённость буквы «ё» в печатаемой литературе. Впоследствии, с появлением на пишущих машинках клавиши ё, своё дело сделали привычки машинисток, которые, печатая слепым методом, выработали привычку замещать сложное составное нажатие на простое в виде буквы «е»[неоднозначно]. После реформы раскладки ЙЦУКЕН буква ё располагалась справа от клавиши ю.
Для советских компьютеров IBM PC/XT Комитет по вычислительной технике и информатике предложил новую раскладку. Впрочем, буква «ё» сохранила там своё место. Но этот стандарт соблюдался не всегда, для операционной системы DOS часто использовались самодельные раскладки, во многих из которых буквы «ё» не было предусмотрено вообще. Для Microsoft Windows начали использовать раскладку, в которой ё была перенесена в верхний ряд, слева от клавиши 1. При этом длительное время параллельно использовались клавиатуры двух типов, и хотя эти клавиатуры были совместимы, но многие пользователи не знали, где расположена буква «ё», если у них была клавиатура старого образца. Все эти причины привели к снижению частотности использования данной буквы.
На современных клавиатурах фирмы Apple ё содержится в третьем ряду справа от буквы Э.
Хотя буква «ё» не входит в нынешний украинский алфавит, она содержалась в стандартной украинской раскладке клавиатуры для Windows, при этом в раскладке не содержался используемый для набора украинских текстов апостроф, а буква «ґ» была доступна по малоизвестной комбинации клавиш AltGr+Г. Только в Windows Vista это недоразумение было исправлено.

## Памятники
В 2005 году в Ульяновске (бывшем Симбирске — на родине Н. Карамзина) по решению мэрии города букве «ё» установлен памятник — треугольная призма из гранита, на которой выбита строчная «ё».

## Комментарии
1. ↑  Знак той же формы используется в латиницах, в том числе иногда в славянских типа кашубской, но с совершенно иным звуковым содержанием.
2. ↑  Буква «ё» использовалась в некоторых старых системах украинского правописания, предлагавшихся и применявшихся в XIX веке, в том числе и в так называемой «кулишовке».
3. ↑  Так, например, у Я. К. Грота.
4. ↑  См., например: Шицгал 1959, с. 233; Шапиро, с. 53, и др.
5. ↑  Например, в изданиях «Правил русской орфографии и пунктуации» — как официальном классическом 1956 года, так и пересмотренном 2006 года.
6. ↑  «Не имѣемъ мы литеры ЙО, которая намъ и не надобна; ибо мы превращаемъ только просторѣчіемъ литеру Е не сліянную въ ЙО» (Сумароков, 1781)
7. 1 2  Распространён миф, который восходит к научно-популярной книге Сергея Некрасова «Российская Академия», о том, что Дашкова предложила использовать букву «ё». Это неверно: Дашкова предложила узаконить использование диграфа «іô» для обозначения этого звука, который уже использовался некоторыми авторами[11].
8. ↑  Первое издание 1885 года.
9. ↑  Вероятно, единственными исключениями являются слово «ёфика́тор» с производными, в котором ударение, по аналогии со схожим способом образованными словами («авиа́тор», «литера́тор»), ставится на предпоследнем слоге, и название минерала гётита
10. ↑  

…Употребление буквы ё до настоящего времени [написано в 1951 году] и даже в самые последние годы не получило в печати сколько-нибудь широкого распространения. Это нельзя считать случайным явлением. Чем же это можно объяснить? Более общей причиной является то, что вообще всякое увеличение установившегося числа букв в алфавите воспринимается с большими затруднениями. Оно обременительно прежде всего для полиграфической промышленности, так как требует расширения размера наборных касс (при ручном наборе) и дополнительного расхода металла на изготовление соответствующих литер. Известной реконструкции и расширения клавиатуры потребовали бы также наборные типографские машины и пишущие машинки. Значительные трудности создаёт обязательное употребление буквы ё и для учеников и учителей, так как требует от первых усвоения навыка постоянно различать в речи как самые звуки э и о, так и отсутствие и наличие ударения, а от вторых — более тщательной проверки письменных работ, и без того являющейся очень трудным видом педагогической работы. Далее, самая форма буквы ё (буква и две точки над ней) представляет собой несомненную сложность с точки зрения моторной деятельности пишущего: ведь написание этой часто употребляемой буквы требует трёх раздельных приёмов (буква, точка и точка), причём нужно каждый раз следить за тем, чтобы точки оказались симметрично поставленными над знаком буквы. Для прописной буквы постановка сверху двух точек связана с ещё бо́льшим неудобством (Ёж, Ёлка), особенно в печатном тексте, где довольно часто приходится набирать слова сплошь прописным шрифтом. В общей системе русского письма, почти не знающего надстрочных знаков (у буквы й надстрочный знак проще, чем у ё), буква ё составляет весьма обременительное и, видимо, поэтому не вызывающее к себе симпатии исключение— Шапиро, с. 53
11. ↑  В иностранных изданиях, в том числе прижизненных, — Roerich; см. также: Рерих // Агеенко Ф. Л. Русское словесное ударение. Словарь имён собственных. — М.: ЭНАС, 2001.
12. ↑  Эту фамилию очень часто произносят неправильно, особенно в научной среде. См.: Чебышев Пафнутий Львович // Чаган — Экс-ле-Бен. — М. : Советская энциклопедия, 1978. — (Большая советская энциклопедия : [в 30 т.] / гл. ред.  А. М. Прохоров ; 1969—1978, т. 29).
13. ↑  Известно, однако, что некоторые другие люди, близко знавшие Толстого, но исконно не принадлежавшие к старомосковской речевой культуре — белгородец Н. Н. Страхов, выходец из Костромской губернии П. И. Бирюков, петербуржец И. И. Горбунов-Посадов, — звали писателя через [э]: Лев Николаевич[54].
14. ↑  Все представленные переводы выполнены близко знавшей Толстого американской писательницей И. Ф. Хэпгуд[англ.].
15. ↑  Это легко можно увидеть с помощью интернет-поисковиков, например, Google.
16. ↑  См. сводку некоторых её таблиц в статье  «Транслитерация русского алфавита латиницей».
17. ↑  В третьем издании словаря Даля (т-ва М. О. Вольфъ, 1905) зафиксировано написание «опёка», однако норма современной орфографии иная.
18. ↑  См., например: Истрин В. А. 1100 лет славянской азбуки. М., 1963. С. 152. Впервые системная критика русского шрифта из-за недостатка выступающих букв содержалась, вероятно, в статье газеты «Современная летопись» (№ 1, 1861): «литеры стоят в линейке, словно солдаты в строю»; издатели этой газеты экспериментировали со шрифтами, пытаясь их в этом отношении улучшить — они, в частности, заменили начертание буквы «к» латинским «k» (см.: Шицгал, 1974, с. 119—120).
19. ↑  См. цитированные выше новые правила орфографии.
20. ↑  По умолчанию используется словарь, в котором для слов с «ё» представлены также и варианты с «е», но его можно закомментировать (в файле dictionary.lst), и тогда LibreOffice будет различать слова с «ё» и «е».
21. ↑  К примеру, версия в браузере 7.0.517.44 не распознаёт само слово «распознаёт».